# Ramboutan
Nephelium lappaceum · Litchi chevelu
Espèce
Statut de conservation UICN

 LC  : Préoccupation mineure
Le ramboutan, aussi appelé litchi chevelu, est un fruit tropical d'Asie issu de l'arbre du même nom Nephelium lappaceum. Il appartient à la même famille que les litchis, les longanes et les quenettes.

## Description
La pelure présente des excroissances  fibreuses assez longues (ramboutan vient de rambut, qui signifie « cheveu » en malais) et la pulpe est souvent collée au noyau. La chair est généralement juteuse et le noyau brun peut être consommé. La texture est proche de celle du litchi et le goût, légèrement plus acidulé, s'apparente à celui du raisin. 

## Apport nutritionnel

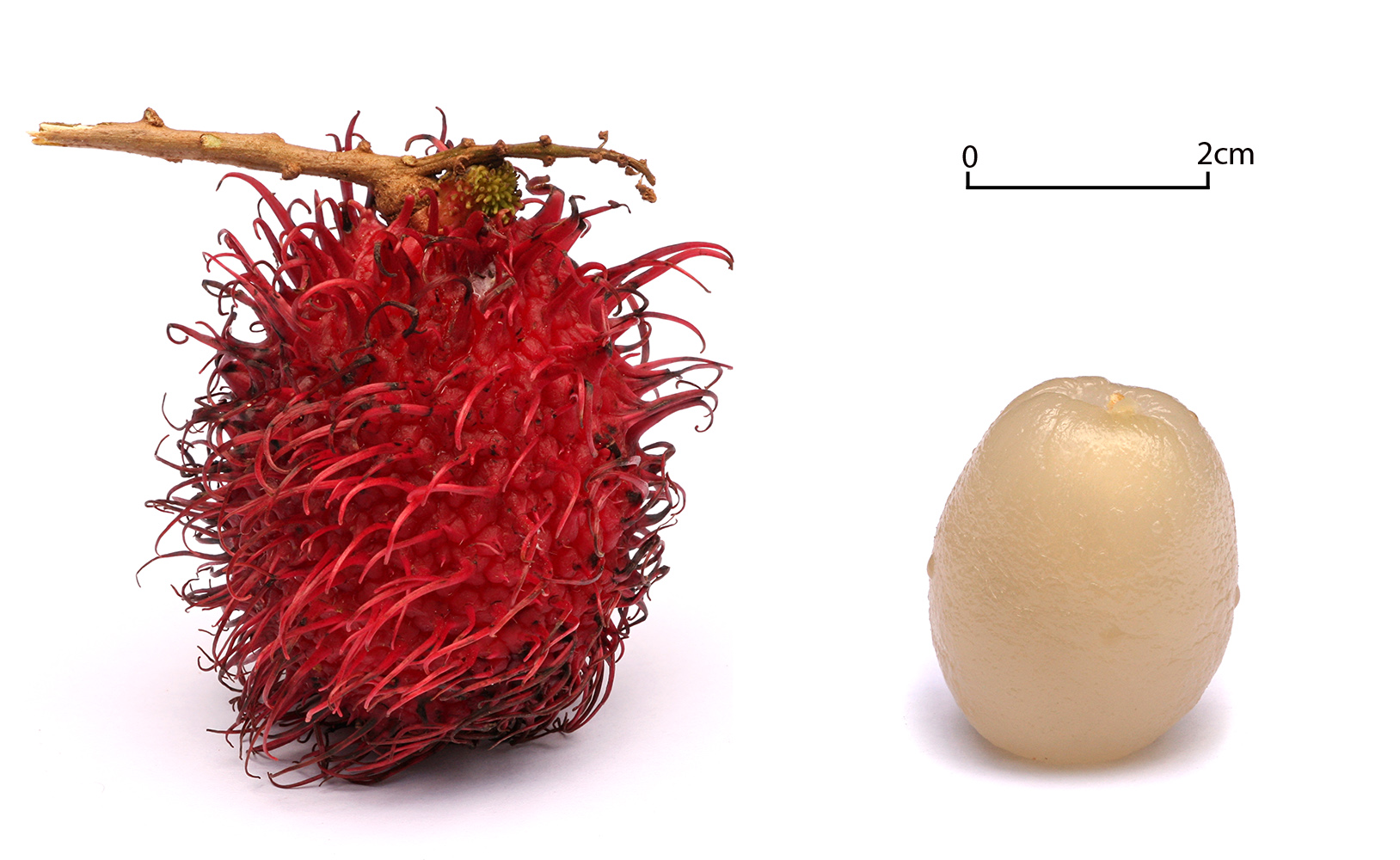
Ramboutan nature et pelé

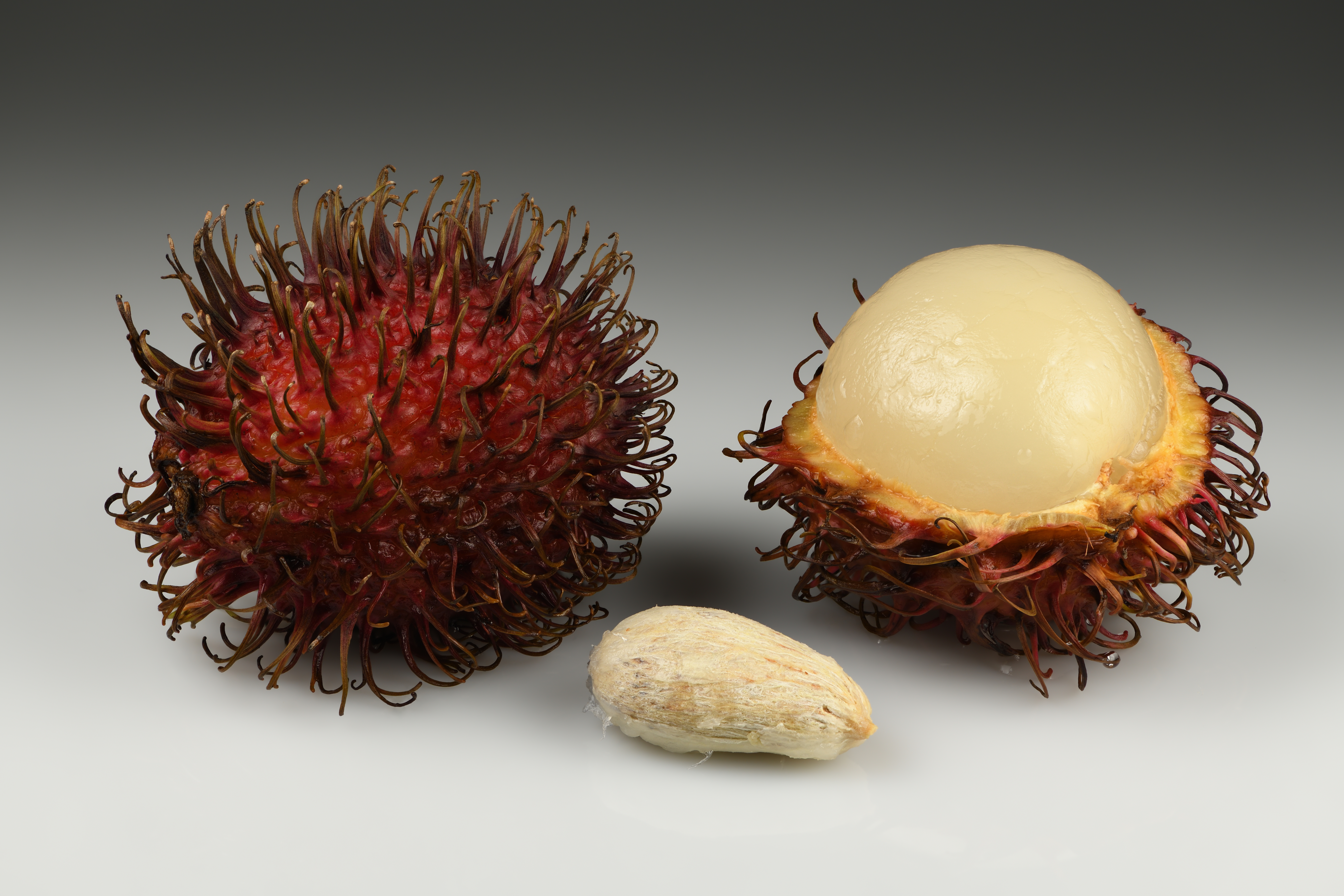
Un ramboutan entier, pelé, et un de ses noyaux.

Il contient plusieurs substances nutritives telles que du glucose, des minéraux et de la vitamine C.
Ce fruit se mange frais, séché ou en conserve.
Le noyau est également comestible et peut être consommé en même temps que la pulpe ou à part et parfois grillé. Il serait légèrement narcotique.
Quand l'écorce et les fibres sont vertes, le fruit n'est pas mûr.
Quand les fibres sont noires, le fruit a probablement dépassé le stade de maturité optimal.

## Culture
Les principaux producteurs mondiaux de ramboutan sont la Thaïlande et la Guyane. Un arbre met entre cinq et six ans à produire des fruits. L'arbre atteint sa maturité à l'âge de huit ans et produit environ 200 kg de fruits par an.
Ces arbres produisent aussi des drogues médicinales qui, par exemple, peuvent soulager les maux de tête.

## Cultivars
En Thaïlande et au Viêt Nam, Il existe de nombreuses variétés aux propriétés et aux saveurs différentes. Les types les plus populaires sont :
- Le ramboutan longan : il est petit et a une forme ovale avec des poils courts, les gousses passent progressivement du vert au jaune en murissant, puis au rose et enfin au rouge. Sa chair est croustillante et a un goût de sucre.
- Le ramboutan Java : de grande taille, cette variété est importée principalement d’Indonésie et de Thaïlande. Ses caractéristiques sont une chair qui ne colle pas aux graines, des poils longs et un goût délicat.
- Le ramboutan thaïlandais : également connu sous le nom de ramboutan Ngo rong-riane. Ce ramboutan de 50 à 70 g/fruit, a une chair épaisse et des graines très petites et plates. Lorsqu’il est mûr, sa peau est rouge. Sa chair est légèrement sucrée, il convient aux personnes qui aiment manger des fruits peu sucrés.

## Pollinisation
Étant aromatiques, les fleurs de ramboutan sont très attrayantes pour de nombreux insectes, en particulier les abeilles. Les mouches (diptères), les abeilles (hyménoptères) et les fourmis Solenopsis sont les principaux pollinisateurs. Parmi les diptères, les lucilies sont abondantes, et parmi les hyménoptères, les abeilles (Apis dorsata et Apis cerana) et les Meliponini sont les principaux visiteurs. 
Les colonies d'A. cerana butinant sur les fleurs de ramboutan produisent de grandes quantités de miel. Les abeilles qui récoltent les pollens et nectars sur les fleurs visitent régulièrement les stigmates de fleurs mâles et y recueillent des quantités importantes de pollen collant. Peu de pollen a été vu sur les abeilles butinant les fleurs femelles.
Bien que les fleurs mâles ouvrent à partir de 6 heures, la recherche de nourriture par A. cerana est plus intense entre 7 et 11 heures. En Thaïlande, A. cerana est l'espèce préférée pour la pollinisation à petite échelle de ramboutan. Ses poils sont également utiles dans la pollinisation : le pollen peut s'y accrocher et être transporté à des fleurs femelles.